# シャイニング (スウェーデンのバンド)
シャイニング  (Shining)は、スウェーデンのブラックメタルバンド。

## 概要
個人や自殺をテーマにした歌詞の、デプレッシヴ・ブラックメタルを主に演奏しており、バンドは自身の音楽性をスーサイダル・ブラック・メタル（英語: Suicidal Black Metal）と表現している。
バンド名は、スティーブン・キングの小説『シャイニング』(The Shining)やそれを題材とした映画とは何の関係もない。ニクラス・クヴァルフォルトによれば、バンド名は『悟りへの道程』を意味しているとのことである。

## 略歴
1996年に、ニクラス・クヴァルフォルト (G、B)により結成。結成時点でニクラスは12歳であった。その後、ロベルト (Vo)とテッド・ウェデブランド (Ds)が加入。ニクラスが自主レーベル・セルブストモールド・サーヴィスを設立し、1998年にEP『Submit to Selfdestruction』をリリース。ロベルトはその後脱退。ニクラス・クヴァルフォルトがボーカルを兼任するようになる。更に、この頃からキーボードも兼任するようになった。アンドレアス・クラッセン (Vo)とタスク (B)が加入。2000年に1stアルバム『Within Deep Dark Chambers』をリリース。リリース後、アンドレアス・クラッセンが脱退。翌2001年に2ndアルバム『Livets Ändhållplats』をリリース。その後、ニクラス・クヴァルフォルト以外のメンバー全員が脱退。ホーカン・オラシュ (G、Key)、フィル・シロナ (B、Key)、ヘルハマー (Ds)が加入。
イタリアのアヴァンギャルド・ミュージックに移籍して、2002年に3rdアルバム『III - Angst - Självdestruktivitetens Emissarie』をリリース。リリース後、ホーカン・オラシュが脱退。それから2年程度経過してジョン・ドゥ (G)が加入。2003年から2004年にかけて、4thアルバム『IV - The Eerie Cold』をレコーディングする。レコーディング終了後の2004年8月、解散を発表。『IV - The Eerie Cold』が最後のアルバムになるとされていた。
しかし、解散から4カ月ほど経過した2004年12月に新たなラインナップで再結成。メンバーは、ニクラス・クヴァルフォルト (Vo、Key)、ジョン・ドゥ (G)、アンドレアス・カサド (G)、ペテル・フス (G)、ヨハン・ハランデル (B)、ルドヴィグ・ウィット (Ds)である。2005年初めに4thアルバム『IV - The Eerie Cold』がリリースされている。再結成後は、オスモス・プロダクションと契約。2006年に、ジョン・ドゥとアンドレアス・カサドが脱退。フレデリック・グロービ (G)が加入。また、同年には後述の失踪騒ぎがあった。2007年に5thアルバム『V - Halmstad』をリリース。リリース後、ヨハン・ハランデルとルドヴィグ・ウィットが脱退。フィル・シロナ (B)とヤルレ・ビベリ (Ds)が加入するが1年ほどでフィル・シロナとヤルレ・ビベリ共に脱退。2008年に、アンドレアス・ラーシェン (B)とリカルド・シル (Ds)が加入。また、この頃からニクラス・クヴァルフォルトが再びギターを演奏するようになる。2009年に6thアルバム『VI - Klagopsalmer』をリリース。その後、スパインファーム・レコードに移籍。2010年に7thアルバム『VII: Född Förlorare』をレコーディング。レコーディング後、アンドレアス・ラーシェンとリカルド・シルが脱退。同年中に、クリスティアン・ラーション (B)が加入。2011年に『VII: Född Förlorare』をリリース。同年には、フレデリック・グロービが脱退。セバスティアーン・バッツ (G)が加入するが短期間で脱退した。更にルドヴィグ・ウィット (Ds)が再加入している。2012年に8thアルバム『Redefining Darkness』をリリース。3rdアルバム以降続いていたアルバム名頭のナンバリングがされなかった。また、ルドヴィグ・ウィットが脱退し、エウゲ・ヴァロヴィルタ (G)と元キウアスのライネル・トゥオミカント (Ds)が加入した。2013年には、初期アルバムの時期のプリ・プロダクション音源のリレコーディングアルバム『8 ½ - Feberdrömmar i vaket tillstånd』をリリース。本アルバムでは、頭に「8 ½」というナンバリングがなされ、後のアルバムでは再びローマ数字によるナンバリングがなされるようになる。2015年1月のマーダックのサポートアクトとして、初来日している。フランスのシーズン・オブ・ミストに移籍して9thアルバム『IX - Everyone, Everything, Everywhere, Ends』をリリース。2016年4月末にクリスティアン・ラーションとライネル・トゥオミカントが脱退。5月に元メンバーのヤルレ・ビベリ (Ds)が再加入し、9月にはSterbhaus等で活動するマルクス・ハンマーストローム (B)が加入した。2017年6月末にギタリストのエウゲ・ヴァロヴィルタが脱退した。2019年9月、ドラマーにオランダ出身のフランク・シルペルールト (Ds)が加入した。
2018年1月に10thアルバム『X - Varg utan flock』をリリース。同アルバムの名前は、スウェーデン語で一匹狼の意味。同アルバムは、ワードレコーズ傘下のケイオスレインズから日本プレス盤がリリースされたが、これがシャイニング初の日本プレス盤となった。また、このアルバムには、日本・山梨県に所在する青木ヶ原をテーマとした「Mot Aokigahara」という楽曲も収録された。

## 音楽性
シャイニングは、歌詞の中で自殺や自傷など、その形態全て（例えば薬物）を奨励している。バンド結成メンバーのニクラス・クヴァルフォルトは、ライヴにおいて、部分的ではあるがシャイニングの音楽に影響を受けて自殺した人が数人いると主張したことがある。音楽的には、Stridやバーズムのアルバムである『Hvis lyset tar oss』、『Filosofem』などのブラックメタルから大きな影響を受けている。それに加えて、初期はドゥームメタルから影響されており、近年ではプログレッシヴ・エクストリーム・メタルから影響を受けている。

## 論争
2006年7月、ニクラス・クヴァルフォルトが失踪し、「自殺した」との噂が囁かれるようになった。同年8月23日、バンド側はウェブサイトで公式にニクラス・クヴァルフォルトが失踪したとの発表を行った。この声明は、コニー・ヤルレスタールなる人物によりなされ、声明の中でニクラスが4週間行方不明になっていること、行方不明直前の半年間ニクラスが酷い鬱に悩まされていたことが明かされた。これと同時に、ニクラス・クヴァルフォルトの遺志の一つとして、グール (Ghoul)というボーカリストと共に活動を継続していくとも発表した。
2007年2月3日にスウェーデン・ハルムスタッドのDiezelでのライヴでグールが初出演する。このライヴでは、当初アッティラ・シハー（メイヘム）がゲストとして出演していたが、そこにグールが乱入しアッティラをステージから蹴落としている。更にマニアック (ex-メイヘム、Nattefrost)がステージに乱入し、グールを蹴りつけた上、椅子等をグールに向かって投げつけるなど暴行を働いた。この様な状況から、ライヴ自体が自然と暴力的となり、スウェーデンのメディアで大きな論争となった。ライヴ会場では剃刀の刃が観客に渡されたり、ある人が、ニクラス・クヴァルフォルトの性器を掴んだため、胸を蹴りつけられるなどの事態が発生している。最終的に、グールがニクラス・クヴァルフォルト本人であるということもこの際に判明している。
観客の一人は、その蹴りの場面を次のように回想している。
2曲の演奏が終わり、クヴァルフォルトがジッパーを上げたレザーパンツで立ったとき、ある酔っぱらったスウェーデン人が、彼の股に触った。クヴァルフォルトは、ショックを受けたように見え、『俺に触るな』と叫んで、そのファンの胸を蹴り飛ばしたんだ。
尚、ニクラスやバンド側は、グールがニクラス自身であるとこの時になるまでニクラス以外のメンバーは知らなかったと主張している。

## メンバー

### 現メンバー
- ニクラス・"グール"・クヴァルフォルト (Niklas "Ghoul" Kvarforth) - ボーカル、ギター、キーボード (1996-)
バンドの中心人物でリーダー。2006年にノルウェー・オスロに移住[2]。その後、一度はスウェーデンへ戻ったものの、スペインへ再移住し、2017年現在はスロヴェニアに在住[2]。
- ペテル・フス (Peter Huss) - ギター (2005-)
- マルクス・ハンマーストローム (Marcus Hammarström) - ベース （2016-)
- フランク・シルペルールト (Frank Schilperoort) - ドラムス (2019-)

### 旧メンバー
- ロベルト (Robert) - ボーカル (1998)
- アンドレアス・クラッセン (Andreas Classen) - ボーカル (1999-2000)[11][12]
- ホーカン・"イニシス"・オラシュ (Håkan "Inisis" Ollars) - ギター、キーボード (2002)
- アンドレアス・カサド (Andreas Casado) - ギター (2005-2006)
- ジョン・ドゥ (John Doe) - ギター (2005-2006)
- フレデリック・"レデュ"・グロービ (Fredric "Wredhe" Gråby) - ギター (2006-2011)
- セバスティアーン・バッツ (Sebastiaan Bats) - ギター (2011)
- エウゲ・ヴァロヴィルタ (Euge Valovirta) - ギター (2012-2017)
- ヨエル・リンドホルム (Joel Lindholm) - ベース
- タスク (Tusk) - ベース (2000-2001)
- フィル・A.・シロナ (Phil A. Cirone) - ベース、キーボード (2001-2004、2007-2008)
- ヨハン・ハランデル (Johan Hallander) - ベース (2005-2007)
- アンドレアス・ラーシェン (Andreas Larsen) - ベース (2008-2010)[13]
- クリスティアン・ラーション (Christian Larsson) - ベース (2010-2016)
- テッド・インペーラー・ウェデブランド (Ted "Impaler" Wedebrand) - ドラムス (1998-2001)
- ヤン・アクセル・"ヘルハマー"・ブロンベルク (Jan Axel "Hellhammer" Blomberg) - ドラムス (2001-2004)
- ルドヴィグ・ウィット (Ludwig Witt) - ドラムス (2004-2007、2011-2012)
- リカルド・"リック"・シル (Richard "Rick" Schill) - ドラムス (2008-2010)
- ライネル・トゥオミカント (Rainer Tuomikanto) - ドラムス (2012-2016)
- ヤルレ・"ウルズ"・ビベリ (Jarle "Uruz" Byberg) - ドラムス (2007-2008, 2016-2017)

## ディスコグラフィー

### スタジオ・アルバム
- I: Within Deep Dark Chambers (1st Album, 2000)
- II: Livets ändhållplats (2nd Album, 2001)
- III: Angst, självdestruktivitetens emissarie (3rd Album, 2002)
- IV: The Eerie Cold (4th Album, 2005)

Någonting Är Jävligt FelにはGinger Snaps、The Eerie Coldにはシーズ・ソー・ラヴリー、The Claws of Perditionにはアメリカン・サイコのサンプリングが使われている。
- V: Halmstad (5th Album, 2007)
- VI: Klagopsalmer  (6th Album, 2009)
- VII: Född förlorare (7th Album, 2011)[14]
- Redefining Darkness (8th Album, 2012)[15]
- 8 ½ - Feberdrömmar i vaket tillstånd (Re-recording Album, 2013)
- IX - Everyone, Everything, Everywhere, Ends (9th Album, 2015)
- X - ヴァーグ・ウータン・フロック X - Varg utan flock (10th Album, 2018)

### EP・コンピレーション
- Submit to Selfdestruction (EP, 1998)
- Dolorian/Shining (Split EP, 2004)
- Through Years of Oppression (Rarity compilation, 2004)
- The Darkroom Sessions (Rehearsal compilation, 2004)
- Shining/Den Saakaldte (Split EP, 2008)
- Lots of Girls Gonna Get Hurt (EP, 2012)[16]
- Shining / Alfahanne (Split EP, 2012)
- Shining / Monumentum (Split EP, 2013)
- In the Eerie Cold Where All the Witches Dance (Split EP, 2013)
- Five Valid Reasons for Self-Inflicting Harm (EP, 2014)
- Shining on the Enslaved (Split EP, 2015)
- Fiende (EP, 2017)
- Oppression MMXVIII (Compilation, 2018)
- Shining / Srd (Split EP, 2019)

### シングル
- "Förtvivlan, min arvedel" (2011)

### ミュージック・ビデオ
- "Förtvivlan, min arvedel" (2011)
- "Tillsammans är vi allt " (2012)